# Kiels voetbalkampioenschap 1919/20
In 1919/20 werd het vijftiende Kiels voetbalkampioenschap gespeeld, dat georganiseerd werd door de Noord-Duitse voetbalbond. 
Holstein Kiel werd kampioen en plaatste zich voor de Noord-Duitse eindronde. Na een overwinning op Lübecker Turnerschaft verloor de club van FC Borussia 04 Harburg.  
De volgende seizoenen herstructureerde de voetbalbond de competities in Noord-Duitsland. Vanaf 1922 gingen de club uit Kiel in de nieuwe competitie van Sleeswijk-Holstein spelen. 

## Eindstand
| Plaats | Club                         | Wed. | W | G | V | Saldo | Ptn   |
| ------ | ---------------------------- | ---- | - | - | - | ----- | ----- |
| 1.     | Kieler SV Holstein 1900      | 14   |   |   |   | 51:12 | 24:4  |
| 2.     | FC Kilia Kiel                | 14   |   |   |   | 34:27 | 18:10 |
| 3.     | FK Union-Teutonia 1908 Kiel  | 14   |   |   |   | 27:20 | 15:13 |
| 4.     | TV 1885 Kiel                 | 11   |   |   |   | 28:21 | 13:9  |
| 5.     | Olympia Neumünster           | 9    |   |   |   | 19:12 | 11:7  |
| 6.     | SpV Hohenzollern-Hertha Kiel | 10   |   |   |   | 16:28 | 9:11  |
| 7.     | TSV Fries-Friedrichsort      | 8    |   |   |   | 2:28  | 0:16  |
| 8.     | FC Borussia 03 Gaarden       | 10   |   |   |   | 10:39 | 0:20  |

|  | Kampioen |